# SimTown
SimTown là một game xây dựng thành phố do hãng Maxis đồng phát triển và phát hành vào năm 1996. SimTown có lối chơi na ná tựa game bán chạy nhất SimCity nhưng ở quy mô nhỏ hơn, cũng với việc cho phép người chơi xây dựng cả một thị trấn bao gồm phố xá, nhà ở, doanh nghiệp và công viên, qua đó kiểm soát đời sống của người dân thị trấn này. SimTown là một trong nhiều spin-off của dòng game Sim vào thời điểm đó và nhắm vào đối tượng chủ yếu là trẻ em nhiều hơn. 
Phiên bản SimTown trên Super Famicom mang tên SimCity Jr. (シムシティJr.) được hãng Imagineer phát hành độc quyền tại Nhật Bản.

## Lối chơi
Lối chơi SimTown tương tự như SimCity, nhưng ở quy mô nhìn chung nhỏ hơn và đơn giản hóa hơn, qua đó người chơi có nhiệm vụ xây dựng một thị trấn nhỏ. Game giao cho người chơi một khu đất trống và bằng phẳng, rồi lần lượt xây nhà ở, nơi làm việc và các công trình dân sự. Ngoài ra, các yếu tố khác như đường xá và hệ thực vật cũng đều được bổ sung thêm vào dù chúng không có công dụng thực tế nào ngoài việc làm đẹp phong cảnh chung quanh.
Mục tiêu chính của SimTown làm sao cho cư dân trong thị trấn được hạnh phúc lâu dài. Điều này có thể đạt được bằng cách đảm bảo rằng nguồn cung cấp nước, cây cối, nông trại và chương trình tái chế rác vẫn được duy trì và được tài trợ tốt đẹp, với việc phân bổ "tín dụng" được đưa ra ở mỗi giai đoạn. Số lượng tài nguyên này cần thiết cho thị trấn và các khoản tín dụng được trao sẽ phụ thuộc vào số lượng công trình kiến trúc trong thị trấn. Chẳng hạn như cây cối và ao hồ có thể tiêu thụ một lượng nước nhất định, trong khi hầu hết các cơ sở kinh doanh và nhà ở sẽ tạo ra một lượng rác thải sẽ phải được xử lý bằng chương trình tái chế rác. Nếu các nguồn tài nguyên này không được kiểm soát, thị trấn có thể gặp phải những tác động tiêu cực, chẳng hạn như sự hiện diện của cây cối chết khô và ao hồ khô cạn nếu nguồn nước không được cung cấp đầy đủ. Khía cạnh này trong game có thể được đem ra so sánh với ngân sách hàng năm hoặc hàng tháng trong SimCity, thế nhưng chẳng có dấu hiệu về đơn vị tiền tệ thực tế được sử dụng trong SimTown ngoài các khoản tín dụng được phân bổ cho các nguồn lực bên ngoài; thậm chí không có cả chi phí tiền tệ liên quan đến cảnh quan hoặc xây dựng công trình.
Giống như SimCity, SimTown tập trung vào việc đảm bảo rằng sự cân bằng giữa số lượng cư dân và việc làm được quy định và duy trì một cách hợp lý. Mỗi hộ gia đình trong một ngôi nhà có hai trẻ em, một con thú cưng và hai người lớn; sau này có thể cần tìm việc làm từ các doanh nghiệp hoặc những công trình dân dụng do người chơi lập nên. Tương tự như vậy, doanh nghiệp và công trình dân dụng  đòi hỏi phải có đủ số lượng nhân sự cần thiết để hoạt động ổn định. Nếu cư dân không thể tìm được việc làm sau một thời gian, dấu hiệu về tình trạng thất nghiệp dài hạn sẽ thể hiện ra ngay khi ngôi nhà của họ mục nát và sau cùng biến thành phế tích và cư dân chuyển đi ngay lập tức. Tương tự, nếu một doanh nghiệp hoặc công trình dân dụng quá thiếu nhân viên sẽ khiến các tòa nhà sẽ dần nát và cuối cùng suy sụp thành đống đổ nát.
SimTown cho phép người chơi theo dõi tình trạng của thị trấn chẳng hạn như quá trình sáng tạo và đặt tên cho một cư dân mà thông qua người này sẽ cung cấp phản hồi cơ bản và các hoạt động hàng ngày nhờ vào mục nhật ký. Có hẳn cả một tờ báo địa phương trong game nhằm quan sát các điều kiện chung của thị trấn. SimTown cũng trao cho người chơi danh hiệu và ruy băng giải thưởng khi đáp ứng đủ các mục tiêu và yêu cầu nhất định. Ngoài ra còn có một số quả trứng Phục Sinh được nhóm phát triển giấu kín trong game.

## Đón nhận
Next Generation đã đánh giá phiên bản Macintosh của trò chơi, xếp hạng 1/5 sao, gọi đây là "Một tựa game hay cho các bậc cha mẹ có con cái dành quá nhiều thời gian trên máy tính". Tờ tạp chí chuyên về máy tính MacUser chấm cho Sim Town 3.5/5 điểm và vinh danh tựa game này là một trong 50 CD-ROM hàng đầu năm 1995.